# OSx86
OSx86 is een gehackte versie van het besturingssysteem macOS van Apple. Het is ontworpen om te draaien op x86-systemen. Deze kunnen niet de originele macOS draaien, wat onder meer te maken heeft met de processorarchitectuur.
De softwarelicentie van Mac OS X verbiedt het gebruik op computers die niet van Apple zijn; deze projecten zijn dus feitelijk illegaal. Critici werpen tegen dat het gebruikers onmogelijk wordt gemaakt macOS legaal te gebruiken doordat het niet los te koop is voor gebruik op willekeurige hardware.
Een installatie van macOS dat op niet-Apple-systeem draait wordt ook wel een Hackintosh genoemd, een porte-manteau van "Macintosh" en "hacken". Hiervoor kunnen, naast eigen ontwikkelde distributies zoals OSx86, ook aangepaste distributies gebruikt worden om hardwarecompabiliteit te forceren.